# Демешкіна Онися Михайлівна
Онися Михайлівна Демешкіна (26 грудня 1914 , Рівна, Тобольська губернія  — 17 травня 1990 , Рівна, Курганська область ) — колгоспниця, трактористка, Герой Соціалістичної Праці (1966).

## Біографія
Народилася 26 грудня 1914 (8 січня 1915) року в селянській родині в селі Патраки Мітінської волості Курганського повіту Тобольської губернії (нині с. Рівна Кетовського району Курганської області).
З 7 років дівчинку визначили в няньки.
Трудову діяльність розпочала в 1931 році: була різноробочою в депо станції Курган, табунщицею сільгоспартілі ім. Енгельса.
У 1934 році закінчила курси трактористів у Мітінській МТС і пізніше — Школу комбайнерів в Кургані. Працювала трактористкою. Була стахановкою, членом жіночої фронтової бригади, виконувала по дві норми. Багато років була наставницею молодих механізаторів.
Працювала трактористкою в колгоспі ім. Енгельса Глядянського району, а з 1958 року в колгоспі «Дружба» Кетовського району.
З 1964 року - член КПРС.
На початку 1964 року через хворобу змушена була залишити роботу на тракторі і стала працювати дояркою. Навесні повернулася на трактор. Під час посівної 1966 року Онися Демешкіна зорала і засіяла 800 гектарів, виконавши дві норми. За цей доблесну працю вона була удостоєна в 1966 році звання Героя Соціалістичної Праці.
Обиралась членом Курганського обкому КПРС, депутатом Кетовської районної ради народних депутатів. Була почесною суддею на перших Всесоюзних змаганнях трактористів за звання «Кращий орач країни».
У 1970 році вийшла на пенсію і проживала в селі Рівна.
Померла 17 травня 1990 року і була похована на кладовищі села Рівна Кетовського району Курганської області.

## Нагороди
- Герой Соціалістичної Праці — указом Президії Верховної Ради СРСР від 23 червня 1966 року;.
  - Медаль «Серп і Молот»
  - Орден Леніна (1966);
- Ювілейна медаль «За доблесну працю. В ознаменування 100-річчя з дня народження Володимира Ілліча Леніна»
- Медаль «За доблесну працю у Великій Вітчизняній війні 1941-1945 рр .. »
- Медаль «За освоєння цілинних земель»